# Myoporum tubiflorum
Myoporum tubiflorum är en flenörtsväxtart som beskrevs av Friedrich Wilhelm Ludwig Kraenzlin.
Myoporum tubiflorum ingår i släktet Myoporum och familjen flenörtsväxter. Inga underarter finns listade i Catalogue of Life.